# Wakhankorridoren

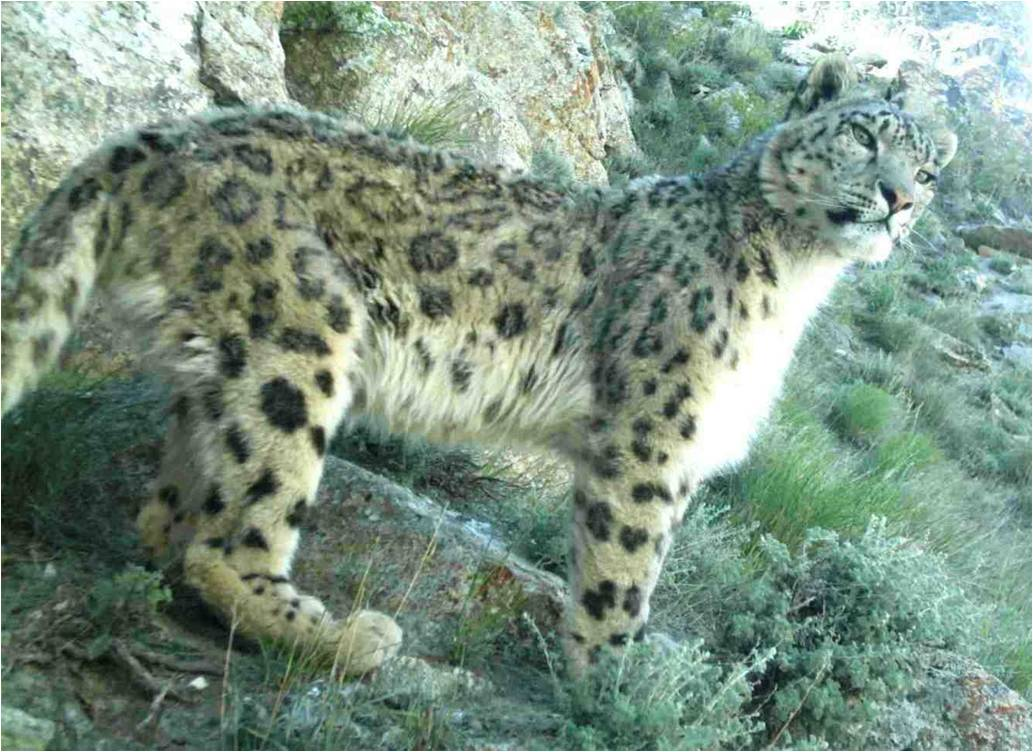
Snöleopard i Wakhan

Wakhankorridoren är en smal landremsa som utgör Afghanistans östligaste del i Pamirbergen. Den är omkring 210 kilometer lång och mellan 20 och 60 kilometer bred, och är uppkallad efter Wakhanregionen i den afghanska provinsen Badakhshan.

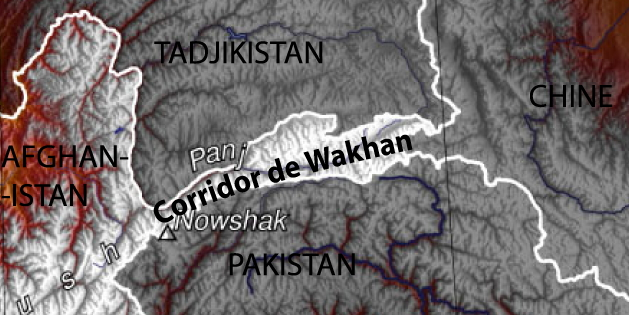

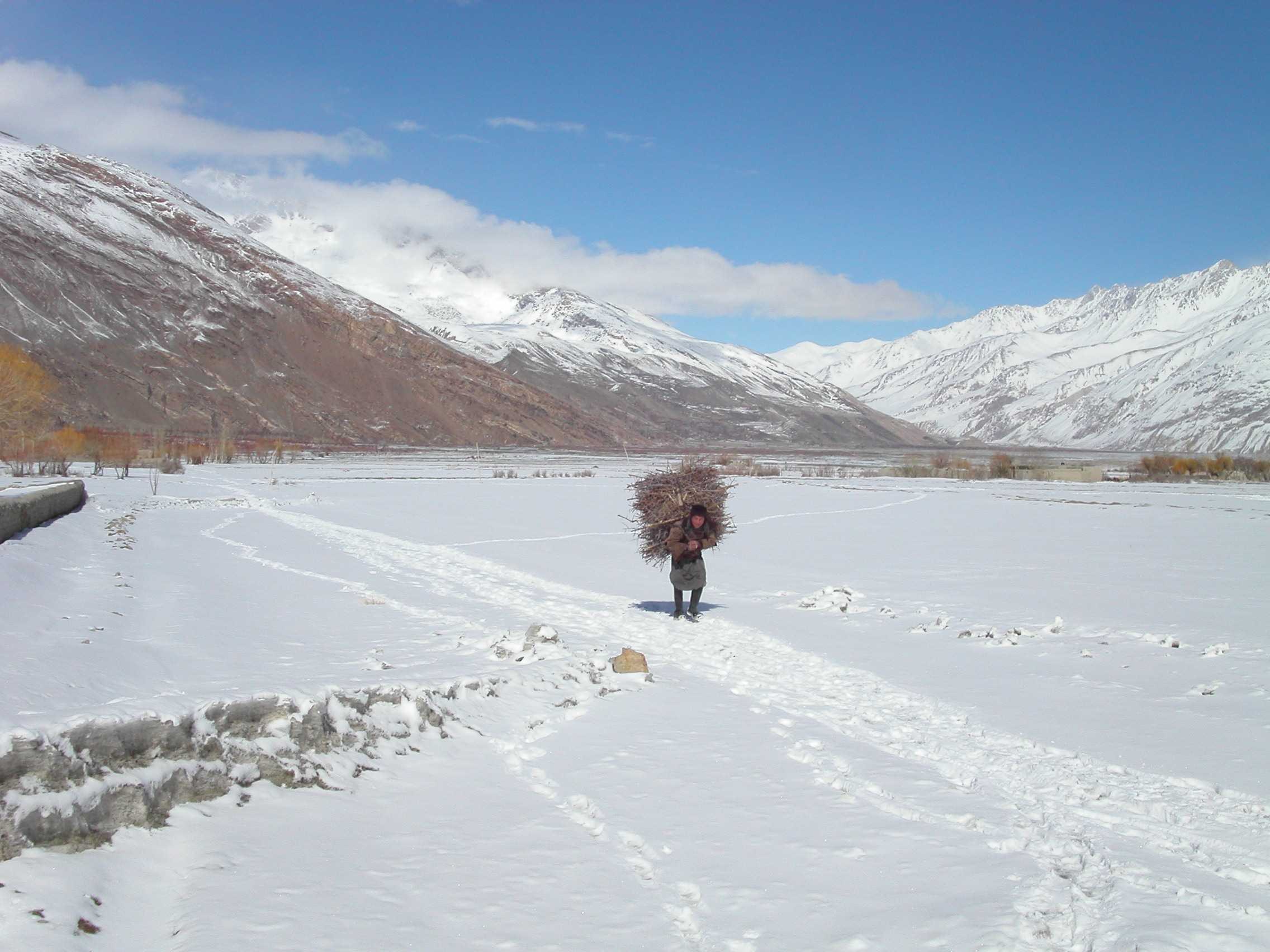
Wakhankorridoren september 2007

Upprättandet av korridoren, som förbinder Afghanistan med Kina i öster och skiljer Tadzjikistan i norr från Pakistan i söder, var ett politiskt resultat av det stora spelet. Den engelsk-ryska gränskommissionen 1895-96 avgränsade området som en buffertzon mellan Brittiska Indien och Ryska Centralasien och fastställde dess gräns mot Kina. Afghanistans emir tvingades acceptera stormakternas överenskommelse men Kina accepterade inte gränsen formellt förrän 1964. År 2014 utsågs ett 10 900 kvadratkilometer stort område till 
nationalpark.
Platsen för Wakhankorridoren var redan innan vår tideräknings början en viktig passage i det nät av handelsvägar som kallas Sidenvägen. Av politiska skäl har den nu varit stängd för gränstrafik i närmare hundra år.
Utmed Wakhankorridoren rinner floderna Pamir och Sarhad (även kallad Wakhan) som utgör tillflöden till Amu-Darja.
Korridoren är glest befolkad av 10 600 wakhibönder och kirgiziska herdar. Den är ett av Afghanistans fredligaste områden och har i stor utsträckning undgått krigen som har härjat landet sedan 1979. Korridoren är också Afghanistans viktigaste habitat för snöleoparder.